# تل صفر
تل صفر موقع أثري قديم يقع في الشرق الأدنى في محافظة ذي قار بالعراق. الفكرة السائدة أنه يقع في بلدة صغيرة تدعى كوتالا القديمة. تمتد على بعد حوالي تسعة أميال شرق مدينة لارسا القديمة. تقع على فرع من قناة إيتورونجال القديمة التي تمتد أيضًا إلى باد تيبيرا.
لا ينبغي الخلط بينه وبين موقع تل صفر الذي يقع بالقرب من حلب في سوريا حيث يعود تأريخه الى العصر الحديدي.

## تأريخ
كان الموقع مأهولا في عهدي إيسن-لارسا والعصر البابلي القديم. تم أستخدامه كمقبرة في العصر البارثي. تكون القبور البارثية عبارة عن قباب مستطيلة من الطوب مطلية باللون الأحمر من الداخل.

## علم الآثار
شكل الموقع عبارة عن تلة مخروطية صغيرة تقع أعلى منصة يبلغ ارتفاعها حوالي 40 قدمًا. نقب عنه طاقم عالم الأثار ويليام لوفتوس وأستمر التنقيب لبضعة أيام في عام 1854. عثر على عدد من الألواح المسمارية الطينية غير المخبوزة، وكان العديد منها "مغلفًاً. يبلغ عدد ألألواح التي عثر عليها 100لوح، ومعظمها مكتملة، في هيكل من الطوب، محمي بحصير من القصب. كما تم نقش وختم الأغلفة المحيطة جزئيًا بالألواح باستخدام أختام أسطوانية. كما عثر على مجموعة من الأدوات النحاسية تعود إلى العصر البابلي القديم.
المجموعة النحاسية، التي كانت أيضًا ملفوفة في حصيرة من القصب، والألواح محفوظة الآن في المتحف البريطاني. نشرت الأجهزة اللوحية لاحقًا. تم تأريخها إلى عهد ملك لارسا ريم سين، وملوك بابل حمورابي وسامسو إيلونا. معظمها يأتي من أرشيف عائلة سيلي عشتار وشقيقه أويل إيلي، أبناء إيلو سوكال. بينما كان الأخوان نشطين لمدة 20 عامًا تقريبًا، تتضمن النصوص الموجودة في الأرشيف نصوصًا سابقة تعود إلى نور أداد وريم سين وواراد سين من لارسا. ختمت معظم النصوص، وبعضها عدة مرات. وعثر على 200 ختم مختلف. بعد مزيد من التحليل، أقترح أن ثلث الألواح جاءت بالفعل من أور (تم التنقيب عنها بواسطة ج. إي. تايلور) وخلطت عن غير قصد مع أقراص لوفتوس من تل صفر أثناء الشحن. نص Tell Sifr الذي يحمل علامة خاطئة في الواقع من أور هو "1-2، 4-9، 11، 13-16، 20-26، 87-94، 96-98، و105-10". ظهرت منذ ذلك الحين بعض تل صفر الإضافية نتيجة للتنقيب السري. تتضمن معظم النصوص الملكية والمسائل القانونية. يقرأ أحد المقتطفات من الجهاز اللوحي ما يلي:
"ذهبوا إلى القضاة وأرسلهم القضاة إلى المدينة والشيوخ، (حيث) عند باب سين وقف شعار سين الإلهي (سيورينو-سا-سين)، طائر نينمار الإلهي، الإلهي". الأشياء بأسمائها الحقيقية لمردوخ (مارو (م) - آيا مردوخ)، (و) سلاح أبنوم الإلهي."

## كوتالا
أشار ملك لارسا سيلي أداد(حوالي 1771-1770 قبل الميلاد) إلى نفسه على أنه حاكم كوتالا في نقش من الطوب وجد في أور "... مزود نيبور، حاكم أور، لارسا، لاجاس، والأرض (ما- دا) من كوتالا...".أستخدم خليفته وراد سين نفس الوصاية الملكية على مخروط منقوش. يشير حمورابي في أحد كتاباته إلى حارس بستان من كوتالا: